# Malavanthige, Beltangadi
Malavanthige là một làng thuộc tehsil Beltangadi, huyện Dakshin kannad, bang Karnataka, Ấn Độ.